# Кріва-де-Сус
Кріва-де-Сус (рум. Criva de Sus) — село у повіті Олт в Румунії. Адміністративно підпорядковане місту П'ятра-Олт.
Село розташоване на відстані 141 км на захід від Бухареста, 6 км на південний захід від Слатіни, 40 км на схід від Крайови.

## Населення
За даними перепису населення 2002 року у селі проживали 650 осіб. Усі жителі села рідною мовою назвали румунську.
Національний склад населення села:
| Національність | Кількість осіб | Відсоток |
| -------------- | -------------- | -------- |
| румуни         | 644            | 99,1%    |
| цигани         | 6              | 0,9%     |